# Lee Sung-min (chanteur)
 (août 2023).
Si vous disposez d'ouvrages ou d'articles de référence ou si vous connaissez des sites web de qualité traitant du thème abordé ici, merci de compléter l'article en donnant les références utiles à sa vérifiabilité et en les liant à la section « Notes et références ».
Pour les articles homonymes, voir Lee Sung-min et Lee.
Dans ce nom, le nom de famille, Lee, précède le nom personnel coréen.
Lee Sung-min, ou simplement Sungmin (Hangul : 이성민 ; Hanja : 李晟敏), est un auteur-compositeur-interprète sud-coréen, occasionnellement acteur, né le 1er janvier 1986 à Ilsan, Corée du Sud.
Ancien membres du groupe de K-pop, Super Junior depuis 2005.
Son fan-club personnel s'appelle Pumpkins[réf. nécessaire].

## Biographie
Après avoir gagné le premier prix du concours SM Youth Best Selection Best Outward Appearance en 2001, Sungmin devient alors un stagiaire de la SM Entertainment. Il sera placé avec Lee Hyuk-Jae (Eunhyuk), Kim Jun-su (Xiah JunSu), Jay Kim, Noh Min-woo, et Kang Jung Woo un an plus tard comme projet de groupe. Ils feront une brève apparition dans l'émission HeeJun vs. Kangta Battle of the Century Pop vs. Rock, mais en 2003, le groupe se disloque après le départ de Kim Jun Su pour les Dong Bang Shin Ki, No Min Woo et Kang Jung Woo pour le groupe The Trax. Il reste donc avec Lee Hyuk Jae et deviendront membres du groupe Super Junior.

## Vie personnelle
Le 24 septembre 2014, Sungmin confirme qu'il est en couple avec l'actrice Kim Sa-Eun. Ils se sont rencontrés en 2013 sur la comédie musicale Les Trois Mousquetaires dans laquelle ils jouaient.
Ils se sont mariés le 13 décembre 2014.

## Filmographie
- 2007 : Attack on the Pin-Up Boys : Lui-même
- 2010 : Super Show 3 3D : Lui-même
- 2012 : I AM.  - SM Town Live World Tour in Madison Square Garden : Lui-même

## Télévision
- 2005 : Sisters of the Sea : Kang Dong-shin jeune
- 2005 : Charnel House Boy : Jeune joueur de baseball
- 2006 : Banjun Theater : Finding Lost Time : Le meilleur ami de Yoochun
- 2008 : Super Junior Unbelievable Story : Lui-même
- 2010 : The President : Jang Sung-min